# Alexander Niehaus
Johann Alexander Wilhelm Niehaus (* 29. Juni 1757 in Haselünne; † 21. Dezember 1836 in Haselünne) war Bürgermeister von Haselünne.

## Familie
Niehaus war ein Sohn von Anton Heinrich Niehaus (1710–1777), Bürgermeister und Kaufmann in Haselünne, und seiner Ehefrau Clara Sybilla Jacobina Mulert (1711–1757). Er heiratete in Haselünne Anna Elisabeth Therese Niemann (1771–1844). Das Paar hatte u. a. die Kinder Clara Elisabeth Niehaus (1804–1890), Elisabeth Niehaus (1806–1880) und Josef Niehaus (1802–1864), herzoglich-arenbergischer Bauinspektor und Architekt.

## Leben
Niehaus war von 1797 bis 1808 Bürgermeisteramt von Haselünne. Er war zu seinen Lebzeiten eine auch über seine Vaterstadt hinaus geachtete und bedeutende Persönlichkeit gewesen, die ihre Lebensleistung und Wirksamkeit in der kurzen Phase der Existenz eines selbständigen Herzogtums Arenberg im Emsland (1803– 1810) entfaltete. Der Angehörige der Haselünner Oberschicht war aufgewachsen im spätabsolutistischen Hochstift Münster. Auf ihn trafen die gesellschaftlichen Merkmale des Ancien Régime zu, zu denen Ämterpatronage, Exklusivität und Ämterkumulation gehörte. Er war Kaufmann und hatte von seinem die Essigfabrik Niehaus und Heyl in Haselünne übernommen. Er übte zudem von 1784 bis 1810 das Amt des preußischen Postverwalters in der Hansestadt aus. Überdies war er beeideter Grundstücksschätzer und landesherrlicher Zehntpächter in Haselünne und Eltern.
Seine Bedeutung aber erlangte Niehaus als politischer Gestalter, der vom Geist der Aufklärung durchdrungen und von der Kraft der Vernunft und der Machbarkeit des Fortschritts überzeugt war. Er entwickelte sein Reformdenken im rheinbündischen Fürstentum Arenberg. In mehreren Denkschriften an den Herzog beschäftigte sich Niehaus mit Fragen der Verfassungs- und Verwaltungsreform in Stadt und Staat. So entwarf er 1805 den Plan einer territorialen Verschiebung des Herzogtums Arenberg, das auf das Vest Recklinghausen verzichten, dafür das ehemalige Osnabrücker Amt Fürstenau und Teile des Amtes Vörden erwerben solle, um eine Nord-Süd-Ausdehnung von Papenburg bis an den Dümmer See zu gewinnen. Er erwarb sich den Ruf eines solchen Kenners der Stadtverfassungen, dass ihn nach 1815 der Landrat in Meppen und die Regierung in Osnabrück wiederholt bei Fragen der vom hannoverschen Kabinettsministerium geplanten Reform der Stadtverfassungen zu Rate zogen. Seine Heimatstadt Haselünne verdankt ihm den ersten Bau befestigter Straßen (1798). Außerdem war er Gründungsmitglied des vom Pfarrer Wilmes ins Leben gerufenen Armenvorstandsvereins (Armenkommission) in Haselünne (1820).